# Shanghai Containerized Freight Index
Der Shanghai Containerized Freight Index (SCFI) gilt als einer der wichtigsten Raten Indikatoren für die containerisierte Seefracht. Der SCFI wird meist von und nach Shanghai genutzt, wird mittlerweile aber auch für andere Relationen genutzt. So bildet der SCFI die Spot-Raten, die aktuell am Markt abgefragt werden. Er enthält sowohl Frachtraten (Indizes) von 13 individuell ausgewählten Schifffahrtsrouten als auch einen zusammengesetzten Index. Angegeben wird der SCFI in US-Dollar und per TEU.

## Ursprung
Der Shanghai Containerized Freight Index wird offiziell seit 2009 immer wöchentlich errechnet und befasst sich mit den aktuellen Seefrachtraten der vergangenen Woche, auch mit denen von Shanghai, dem dieser auch seinen Namen zu verdanken hat. Herausgeber ist die Shanghai Shipping Exchange. 

## Gewichtung
Der SCFI errechnet sich aus verschiedenen Schiffsrouten von/nach Shanghai. Der SCFI basiert auf den meist genutzten Handelsrouten von und nach Shanghai. Für Europa basiert der SCFI auf dem Ankunftshafen Rotterdam, Hamburg, Antwerp, Felixstowe und Le Havre. Die genaue Gewichtung des Indexes errechnet sich wie folgt:
| Europa (Base Port)                   | 20,0 % |
| Mittelmeer (Base port)               | 10,0 % |
| US-Westküste (Base port)             | 20,0 % |
| US-Ostküste (Base port)              | 7,5 %  |
| Persischer Golf & Rotes Meer (Dubai) | 7,5 %  |
| Australien/Neuseeland (Melbourne)    | 5,0 %  |
| Ost/West Afrika (Lagos)              | 2,5 %  |
| Südafrika (Durban)                   | 2,5 %  |
| Südamerika (Santos)                  | 5,0 %  |
| West-Japan (Base port)               | 5,0 %  |
| Ost-Japan (Base port)                | 5,0 %  |
| Südostasien (Singapur)               | 7,5 %  |
| Südkorea (Busan)                     | 2,5 %  |